# Nymphula lipocosmalis
Nymphula lipocosmalis là một loài bướm đêm trong họ Crambidae.